# Liste de souverains de Bali
La liste des souverains de Bali ci-après donne les nom, titre, dates de règne et filiation des rois ou rajas de l'île de Bali dans l'archipel indonésien.  Elle présente en premier lieu les souverains de l'ensemble de l'île puis les rajas des états mineurs qui ont vu le jour au cours des XVIIe et XVIIIe siècles. 
L'ordre et les dates de règne ne sont pas toujours solidement documentés et des informations contradictoires peuvent être trouvées d'un ouvrage à un autre. La liste qui suit est basée sur les matériaux épigraphiques, des chroniques balinaises (babad) et des données fournies par des sources coloniales néerlandaises. 

## Anciens rois de Bali
(septembre 2011).
Dynastie Warmadewa (en)
- Sri Kesari Warmadewa (en) (fl. 914)
- Ugrasena (fl. 915-942)
- Tabanendrawarmadewa (fl. 955-967)
- Indrajayasingha Warmadewa (corégent, fl. 960)
- Janasadhu Warmadewa (fl. 975)
- Śri Wijaya Mahadewi (reine, fl. 983)
- Gunapriya Dharmapatni (reine, avant 989-1007)
- Dharma Udayana Warmadewa (en) (fl. 989-1011) [mari]
- Śri Ajñadewi (reine, fl. 1016)
- Dharmawangsa Wardhana Marakatapangkaja (fl. 1022-1025) [fils de Dharma Udayana]
- Airlangga (c. 1025-1042 ; roi de Java à partir de 1019) [frère]
- Anak Wungsu (fl. 1049-1077) [frère]
- Śri Maharaja Walaprabhu (entre 1079–1088)
- Śri Maharaja Sakalendukirana Laksmidhara Wijayottunggadewi (reine, fl. 1088-1101)
- Śri Suradhipa (fl. 1115-1119)

Dynastie Jaya
- Śri Jayaśakti (fl. 1133-1150)
- Ragajaya (fl. 1155)
- Jayapangus (fl. 1178-1181)
- Arjayadengjayaketana (reine, fl. 1200)
- Haji Ekajayalancana (corégent fl. 1200) [son]
- Bhatara Guru Śri Adikuntiketana (fl. 1204)
- Adidewalancana (fl. 1260)
- A Queen (?-1284)

Singasari soumet Bali 1284
- Rajapatih Makakasar Kebo Parud (gouverneur, fl. 1296-1300)
- Mahaguru Dharmottungga Warmadewa (avant 1324-1328)
- Walajayakertaningrat (1328-?) [fils]
- Śri Astasura Ratna Bumi Banten (fl. 1332-1337)

Majapahit conquiert Bali 1343

## Rois de Bali après 1343
Dynastie de Samprangan et Gelgel
- Sri Aji Kresna Kepakisan (14th century or c. 1471? ; King of Bali in Samprangan)

Vassalité sous Majapahit 1343-c. 1527
- Dalem Samprangan (14th century or c. 1502?) [son]
- Dalem Ketut (late 14th century or c. 1520?; King of Bali in Gelgel) [brother]
- Dalem Baturenggong (mid 16th century) [son]
- Dalem Bekung (fl. 1558-1578 or 1630s) [son]
- Dalem Seganing (c. 1580-1623 or ?-1650) [son]
- Dalem Di Made (1623-1642 or 1655–1665) [son]
- Dewa Pacekan (1642–1650; position uncertain) [son]
- Dewa Cawu (1651-c. 1655, died 1673; position uncertain) [uncle]
- Anglurah Agung (usurper c. 1665-1686)

Rois titulaires de Bali à Klungkung
- Dewa Agung Jambe I (1686-c. 1722) [son or kinsman of Dalem Di Made]
- Dewa Agung Gede (c. 1722-1736) [son]
- Dewa Agung Made (1736-c. 1760) [son]
- Dewa Agung Śakti (c. 1760-1790; deposed, died c. 1814) [son]
- Dewa Agung Putra I Kusamba (c. 1790-1809) [son]
- Gusti Ayu Karang (regent 1809-1814) [widow]
- Dewa Agung Putra II (1814–1850; ruler (susuhunan) of Bali and Lombok until 1849) [son of Dewa Agung Putra I]
- Dewa Agung Istri Kanya (queen, 1814–1850, died 1868) [sister]

Suzeraineté néerlandaise 1843-1908
- Dewa Agung Putra III Bhatara Dalem (1851–1903) [grandson of Dewa Agung Sakti]
- Dewa Agung Jambe II (1903–1908; ruler (susuhunan) of Klungkung until 1904) [son]

Administration néerlandaise directe 1908-1929
- Dewa Agung Oka Geg (1929–1950, died 1964) [nephew]

Rattachement de Klungkung à l'état unitaire d'Indonésie 1950

## Rajas des royaumes mineurs

### Rajas de Mengwi
- Gusti Agung Śakti (Gusti Agung Anom) (c. 1690-1722)
- Gusti Agung Made Alangkajeng (1722-c. 1740) [son]
- Gusti Agung Putu Mayun (1740s) [nephew]
- Gusti Agung Made Munggu (1740s-1770/80) [brother]
- Gusti Agung Putu Agung (1770/80-1793/94) [son]
- Gusti Ayu Oka Kaba-Kaba (regent 1770/80-1807) [mother]
- Gusti Agung Ngurah Made Agung I (1807–1823) [son of Gusti Agung Putu Agung]
- Gusti Agung Ngurah Made Agung II Putra (1829–1836) [son]
- Gusti Agung Ketut Besakih (1836-1850/55) [brother]

Suzeraineté néerlandaise 1843-1891
- Gusti Ayu Istri Biang Agung (1836–1857) [widow of Gusti Agung Ngurah Made Agung Putra]
- Gusti Agung Ngurah Made Agung III (1859–1891) [descendant of Gusti Agung Putu Mayun]

Mengwi est détruit par Klungkung, Badung, Gianyar et Tabanan 1891

### Rajas de Tabanan
- Bhatara Arya Kenceng (Arya Damar) (c. 1400?)
- Dewa Yang Nambangan di Bandane [son]
- Dewa Yang Nenulup [son]
- Bhatareng Pucangan [son]
- Dewa Natar Handire [son]
- Sang Magade Nata [son]
- Prabhu Singasana [son]
- Prabhu Winalwanan [son]
- Gusti Wayahan Pamedekan (?-1647) [son]
- Gusti Made Pamedekan (1647-c. 1650) [brother]
- Prabhu Winalwanan (second time, c. 1650-?)
- Prabhu Nisweng Panida (?-1654?) [son of Gusti Made Pamedekan]
- Gusti Made Dalang (1654?-?) [brother]
- Gusti Nengah Malkangin [son of Gusti Wayahan Pamedekan]
- Gusti Bolo di Malkangin [son of Prabhu Winalwanan]
- Gusti Agung Badeng (regent late 17th century) [son-in-law of Gusti Made Pamedekan]
- Prabhu Magada Śakti (c. 1700) [son of Prabhu Nisweng Panida]
- Anglurah Mur Pamade [son]
- Gusti Ngurah Sekar (fl. 1734) [son]
- Gusti Ngurah Gede [son]
- Gusti Ngurah Made Rai (?-1793) [brother]
- Gusti Ngurah Rai Penebel (1793-c. 1820) [brother]
- Gusti Ngurah Ubung (c. 1820) [son]
- Gusti Ngurah Agung I (c. 1820-1844) [grandson of Gusti Ngurah Made Rai]

Suzeraineté néerlandaise 1843-1906
- Gusti Ngurah Agung II (1844–1903) [son]
- Gusti Ngurah Rai Perang (1903–1906) [son]

Conquête néerlandaise 1906
- Cokorda Ngurah Ketut (1929–1939) [nephew]
- Gusti Ngurah Wayan (regent 1939-1944)
- Cokorda Ngurah Gede (1944–1950; died 1987) [son of Cokorda Ngurah Ketut]

Tabanan est rattaché à l'état unitaire indonésien 1950

### Rajas de Karangasem
- Gusti Nyoman Karang (c. 1600)
- Anglurah Ketut Karang [son]
- Anglurah Nengah Karangasem (late 17th century) [son]
- Anglurah Ketut Karangasem (fl. 1691-1692) [brother]
- Anglurah Made Karang [son of Anglurah Nengah Karangasem]
- Gusti Wayahan Karangasem (fl. 1730) [son of Anglurah Ketut Karangasem]
- Anglurah Made Karangasem Sakti (Bagawan Atapa Rare) (1730s) [son of Anglurah Made Karang]
- Anglurah Made Karangasem (1730s-1775) [son]
- Gusti Gede Ngurah Karangasem (1775–1806) [grandson]
- Gusti Gede Ngurah Lanang (1806–1822) [nephew]
- Gusti Gede Ngurah Pahang (1822) [grandson of Gusti Gede Ngurah Karangasem]
- Gusti Gede Ngurah Lanang (second time 1822-1828; died 1837)
- Gusti Bagus Karang (1828–1838; died 1839) [son of Gusti Gede Ngurah Karangasem]
- Gusti Gede Ngurah Karangasem (1838–1849) [nephew]

Suzeraineté de Karangasem sur Lombok 1849-1894
- Gusti Made Jungutan (Gusti Made Karangasem) (vassal ruler 1849-1850) [former punggawa (local chief)]
- Gusti Gede Putu (vassal ruler 1850-1893) [nephew of Lombok raja]
- Gusti Gede Oka (vassal ruler 1850-1890) [brother]
- Gusti Gede Jelantik (1890–1908; died 1916) [brother]
- Anak Agung Agung Anglurah Ketut Karangasem (1908–1950; died 1966) [son of Gusti Gede Putu]

Karangasem est rattaché à l'état unitaire indonésien 1950

### Rajas de Jembrana
Dynastie Agung
- Gusti Agung Basangtamiang (17th century) [son of Gelgel minister Gusti Agung Widya]
- Gusti Brangbangmurti [son]
- Gusti Gede Giri (c. 1700) [son]
- Gusti Ngurah Tapa [son]
- Gusti Made Yasa [brother]
- Gusti Gede Andul (first half of the 18th century) [son]

Dynastie de Mengwi
- Gusti Ngurah Agung Jembrana (mid 18th century) [grandson of Gusti Agung Sakti of Mengwi]
- Gusti Ngurah Batu (regent ?-1766) [son]
- Gusti Gede Jembrana (1766-?) [nephew]
- Gusti Putu Andul (before 1797-1809) [son]
- Gusti Rahi (regent for Badung, fl. 1805)
- Kapitan Patimi (regent, Buginese, c. 1805-1808)
- Gusti Wayahan Pasekan (regent c. 1812-1814)
- Gusti Made Pasekan (regent c. 1812-1814) [brother]
- Gusti Putu Sloka (1809–1835) [son of Gusti Putu Andul]
- Gusti Alit Mas (regent c. 1835-1840)
- Gusti Putu Dorok (regent c. 1835-1840) [great-grandson of Gusti Ngurah Batu]
- Gusti Made Penarungan (regent c. 1840-1849)
- Gusti Ngurah Made Pasekan (regent c. 1840-1849)

Suzeraineté néerlandaise 1843-1882
- Gusti Putu Ngurah Sloka (1849–1855; died 1876) [son of Gusti Putu Sloka]
- Gusti Ngurah Made Pasekan (patih 1849-1855; raja 1855-1866)
- Anak Agung Made Rai (regent 1867-1882; died 1905) [grandson of Gusti Putu Andul]

Administration néerlandaise directe à Jembrana 1882-1929
- Anak Agung Bagus Negara (1929–1950; died 1967) [grandson of Anak Agung Made Rai]

Jembrana est rattaché à l'état unitaire néerlandais 1950

### Rajas de Buleleng
Dynastie de Panji Sakti
- Gusti Panji Śakti (c. 1660-1697/99)
- Gusti Panji Wayahan Danurdarastra (1697/99-1732) [son]
- Gusti Alit Panji (1732-c. 1757/65) [son]

Dépendance envers Mengwi première moitié du XVIIIe siècle
- Gusti Ngurah Panji (in Sukasadda c. 1757/65) [son]

Dépendance envers Karangasem c. 1757-1806
- Gusti Ngurah Jelantik (in Singaraja c. 1757/65-c. 1780) [brother]
- Gusti Made Jelantik (c. 1780-1793) [son]
- Gusti Made Singaraja (1793-?) [nephew]

Dynastie Karangasem
- Anak Agung Rai (?-1806) [son of Gusti Gede Ngurah Karangasem]
- Gusti Gede Karang (1806–1818) [brother]
- Gusti Gede Ngurah Pahang (1818–1822) [son]
- Gusti Made Oka Sori (1822–1825) [nephew of Gusti Gede Karang]
- Gusti Ngurah Made Karangasem (1825–1849) [nephew of Gusti Gede Karang]

Dynastie de Panji Sakti
- Gusti Made Rahi (1849, 1851–1853) [great-great-grandson of Gusti Ngurah Panji]

Dépendance envers Bangli 1849-1854
- Gusti Ketut Jelantik (1854–1873; regency 1853-1861; died 1893) [descended from Gusti Ngurah Jelantik]

Administriation néerlandaise directe 1882-1929
- Anak Agung Putu Jelantik (regent 1929-1938; anak agung 1938-1944) [descended from Gusti Ngurah Jelantik]
- Anak Agung Nyoman Panji Tisna (1944–1947) [son]
- Ngurah Ketut Jelantik (1947–1950; died 1970) [brother]

Buleleng est rattaché à l'état unitaire indonésien 1950
- Anak Agung Nyoman Panji Tisna (kepala 1950-1958; died 1978)

### Rajas de Gianyar
- Dewa Manggis I Kuning (chief of Pahang)
- Dewa Manggis II Pahang (chief of Pahang) [son]
- Dewa Manggis III Bengkel (chief of Bengkel) [son]
- Dewa Manggis IV Jorog (Raja of Gianyar c. 1771-1788) [son]
- Dewa Manggis V di Madya (c. 1788-1820) [son]
- Dewa Manggis VI di Rangki (c. 1820-1847) [son]
- Dewa Manggis VII di Satria (1847–1884; died 1891) [son]

Dépendance envers Klungkung 1884-1891
- Dewa Pahang (1891–1896) [son]
- Dewa Manggis VIII (Dewa Gede Raka until 1908) (1896–1912) [brother]
- Ide Anak Agung Ngurah Agung (ruler (anak agung) 1913-1943) [son]
- Ide Anak Agung Gede Agung (1943–1946; died 1999) [son]
- Ide Anak Agung Gede Oka (1946–1950) [brother]

Gianyar est rattaché à l'état unitaire indonésien 1950

### Rajas de Sukawati et Ubud
Dynastie de Klungkung
- Dewa Agung Anom (Raja of Sukawati before 1713-1733)
- Dewa Agung Gede Mayun Dalem Patemon (1733-before 1757) [son]
- Dewa Agung Gede Sukawati (c. 1757) [son]
- Dewa Agung Made Pliatan (second half of 18th century) [brother]

Seigneurie d'Ubud sous suzeraineté Gianyar
- Cokorda Putu Kandel (c. 1800) [son]
- Cokorda Sukawati (19th century) [son]
- Cokorda Rai Batur (fl. 1874) [son]
- Cokorda Gede Sukawati (before 1889-1919) [son]
- Cokorda Gede Raka Sukawati (1919–1931; died 1979) [son]
- Cokorda Gede Agung Sukawati (1931–1950; died 1978) [brother]

Gianyar et Ubud sont rattachés à l'état unitaire indonésien 1950

### Rajas de Pamecutan à Badung
Dynastie de Tabanan
- Prabhu Bandana (17th century) [son of Sang Magade Nata of Tabanan]
- Gusti Ngurah Papak [son]
- Gusti Jambe Pule (c. 1660-1683) [son]

Division entre les lignées de Jambe et Pamecutan 1683
- Gusti Jambe Merik (1683-?) [son]
- Gusti Jambe Ketewel [son]
- Gusti Jambe Tangkeban (c. 1757) [son]
- Gusti Jambe Aji (?-1780) [son]

Rajas de Pamecutan
- Gusti Macan Gading (1683-?) [son of Gusti Jambe Pule]
- Kyai Anglurah Pamecutan Śakti (fl. 1718) [son]
- Kyai Anglurah Pamecutan Mur ing Ukiran [son]
- Kyai Anglurah Pamecutan Bhija [son]

Division entre les lignées de Pamecutan et Den Pasar c. 1780
- Kyai Agung Gede Raka (?-1813) [son]
- Kyai Anglurah Pamecutan Mur ing Gedong (1813–1829) [son]
- Anak Agung Lanang (1829–1840) [grandson of Kyai Anglurah Pamecutan Bhija]
- Kyai Agung Gede Woka Mur ing Madarda (1840–1851) [son]
- Cokorda Agung Pamecutan (ruler (cokorda) 1851-1906) [nephew]

Conquête néerlandaise de Badung et Pamecutan 1906
- Cokorda Ngurah Gede Pamecutan (of entire Badung 1946-1950; died 1986) [grandnephew]

Badung est rattaché à l'état unitaire indonésien 1950

### Rajas de Kasiman à Badung
- Gusti Ngurah Gede Kasiman (1813–1861) [son of Gusti Ngurah Made Pamecutan of Den Pasar]
- Gusti Ngurah Ketut (1861–1904) [nephew]
- Anak Agung Ngurah Mayun (1904–1906) [grandson]

Conquête néerlandaise de Badung et Kasiman 1906
- Gusti Ngurah Made (lord (punggawa) 1927-1954; died 1959) [son]

### Rajas de Den Pasar à Badung
- Gusti Ngurah Made Pamecutan (Kaleran) (before 1780-1817) [great-grandson of Kyai Anglurah Pamecutan Sakti]
- Gusti Ngurah Made Pamecutan Dewata di Satria (1817–1828) [son]

Domination de Kasiman 1829-1861
- Gusti Ngurah Gede Oka (titular raja 1829-1842/48) [son]
- Gusti Ngurah Made Pamecutan (titular raja, mid 19th century) [brother]
- Gusti Gede Ngurah Pamecutan (Cokorda Alit Ngurah I) (1861–1890) [son]
- Cokorda Alit Ngurah II (ruler (cokorda) 1890-1902) [son]
- Cokorda Made Agung (1902–1906) [brother]

Conquête néerlandaise de Badung 1906
- Cokorda Alit Ngurah III (of entire Badung 1929-1946; died 1965) [son of Cokorda Alit Ngurah II]

Domination de la lignée de Pamecutan 1946

### Rajas de Bangli
- Dewa Gede Tangkeban I (of Nyalian ?-1804)
- Dewa Rahi (c. 1804-1815)
- Dewa Gede Tangkeban II (c. 1815-1833) [son of Dewa Gede Tangkeban I]
- Dewa Gede Tangkeban III (1833–1875) [son]
- Dewa Gede Oka (1875–1880) [son]
- Dewa Gede Ngurah (1881–1892) [brother]
- Dewa Gede Cekorda (1894–1911) [brother]
- Dewa Gede Rai (regent 1913-1925) [brother]
- Dewa Gede Taman (regent 1925-1930) [grandson of Dewa Gede Tangkaban III]
- Dewa Putu Bukian (caretaker 1930-1931) [grandson of Dewa Gede Tangkaban III]
- Anak Agung Ketut Ngurah (ruler (anak agung) 1931-1950; died 1961) [son of Dewa Gede Cekorda]

Bangli est rattaché à l'état unitaire indonésien 1950